# 人工呼吸器
人工呼吸器（じんこうこきゅうき、英: ventilator）とは、病的理由により、呼吸ができない、または呼吸が不十分な患者の呼吸を助けるために、呼吸ガスを肺に出し入れして機械換気（英: mechanical ventilation）ないしは人工呼吸（英: artificial ventilation）を行う医療機器の一種である。人工呼吸器は、コンピューター制御のマイクロプロセッサーを搭載した機械であるが、手で操作するシンプルなバッグバルブマスクでも患者を換気することができる（用手換気という）。人工呼吸器は、主に集中治療、在宅医療、救急医療ではスタンドアローン型が、麻酔科では麻酔器の構成機器として使用されている。
人工呼吸器のことを「レスピレーター」と呼ぶことがあるが、これは英語圏で、1950年代によく使われた呼び方である（特にバード･レスピレーター）。しかし、現代では、空気中の有害物質から着用者を保護するマスクのことを「レスピレーター」と呼ぶことが多い。日本の医学用語では2023年現在、未だにレスピレーターはマスクでは無く、人工呼吸器のことを指すことが多い。

## 機能

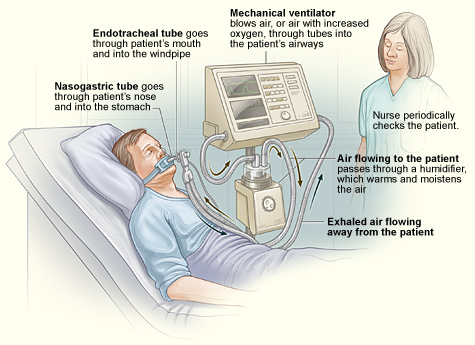
病室での人工呼吸器の標準的な設定。人工呼吸器は、加温・加湿された空気（さらには酸素濃度を上げて）を患者に送り込む。吐いた空気は患者から離れるように流れる。

最も単純な型式では、現代の陽圧人工呼吸器は、圧縮可能な空気リザーバーまたはタービン、空気および酸素の供給装置、バルブおよびチューブ一式、および使い捨てまたは再利用可能な患者回路(又は外回路とも呼ばれる)で構成されている。空気リザーバーは1分間に数回から十数回空気圧で圧縮され、室温の空気、またはほとんどの場合、空気と酸素の混合物を患者に供給する。タービンを使用する場合は、タービンが空気を人工呼吸器に送り込み、流量バルブが患者固有のパラメーターを満たすように圧力を調整する。加圧が解除されると、患者は肺の弾力性により受動的に息を吐き出し、吐き出された空気は通常、患者マニホールドと呼ばれる患者回路内の逆止弁から放出される。
人工呼吸器は、患者関連パラメータ（気道内圧、換気量、呼吸ガス流量など）や人工呼吸器機能（空気漏れ、停電、機械故障など）の監視・警報システム、バックアップ電池、酸素ボンベ、リモコンなどを備えていることもある。空気圧稼働システムの多くは、最近ではコンピュータ制御のターボポンプに取って代わられた。
最新の人工呼吸器は、小型の組み込みシステムによって電子的に制御され、回路内圧と呼吸ガス流量の特性を個々の患者のニーズに正確に適合させることができる。人工呼吸器を上手く設定すれば、患者にとって人工呼吸はより我慢しやすく快適なものとなる。カナダとアメリカでは、呼吸療法士が、これらの設定を調整する責任を負い、臨床工学技士はメンテナンスを担当する。イギリスやヨーロッパでは、患者と人工呼吸器の相互作用の管理は、ICU看護師が行っている。日本でも人工呼吸器の設定や人工呼吸中の鎮静薬の変更等が所定の研修を受けた看護師の特定行為区分として認められている。
患者回路は通常、耐久性があり軽量な3本のプラスチック製チューブのセットで構成され、機能別（吸気用、呼気用、回路内圧測定用）に分かれている。必要な換気の種類によって、回路の患者側には非侵襲的なものと侵襲的なものとがある。
非侵襲的な方法としては、持続気道陽圧（CPAP）や 非侵襲的換気などがあり、睡眠時や安静時のみ人工呼吸器を必要とする患者に適しており、主に鼻マスクを使用する。侵襲的換気法では気管挿管が必要である。長期的に人工呼吸器に依存している場合は、口や鼻からの挿管よりも気管切開カニューレを使用するのが一般的で、長期療養にはこの方が快適で実用的だからである。

半閉回路人工呼吸器は、麻酔器に使われている
開回路人工呼吸器ː一般的な人工呼吸器に使われている
生理学的レベルでは、人工呼吸器は空気を更新し、肺胞への重要な O2/CO2 交換を行う

一般的な人工呼吸器は開回路を採用している。吸入麻酔薬を回収再使用したい麻酔器には半閉鎖回路が使われる。

### 安全最重視のシステム
故障すると患者は換気不全から死に至る可能性があるため、人工呼吸器は安全最重視のシステムに分類されている。電源も含めて高い信頼性を確保するための備えが必要である。換気不全（ventilatory failure)とは、機械的補助なしに安定した血液pHを維持するのに十分なCO2排泄速度を維持できないこと、筋肉疲労、耐え難い呼吸困難のことである。したがって、機械式人工呼吸器は、単一障害点が患者を危険にさらすことがないように慎重に設計されている。電源が失われたときに手で換気ができるように、手動式のバックアップ機構を備えている場合もある（麻酔器に組み込まれた機械式人工呼吸器など）。また、安全弁を備えている場合もあり、電源がないときに大気に開放し、患者の自発呼吸のための窒息防止弁として機能する。また、停電や呼吸ガス供給不良の際に換気を行うための圧縮ガスボンベやエアコンプレッサー、予備電池を備え、ハードウェアやソフトウェアが故障した際に操作や救助を求める方法を備えているものもある。自然災害時などの停電は、在宅介護で人工呼吸器を使用している人にとって、生命を脅かす緊急事態を引き起こす可能性がある。短時間の停電であればバッテリーで十分であるが、長時間の停電になると病院へ行く必要がある。

## 歴史

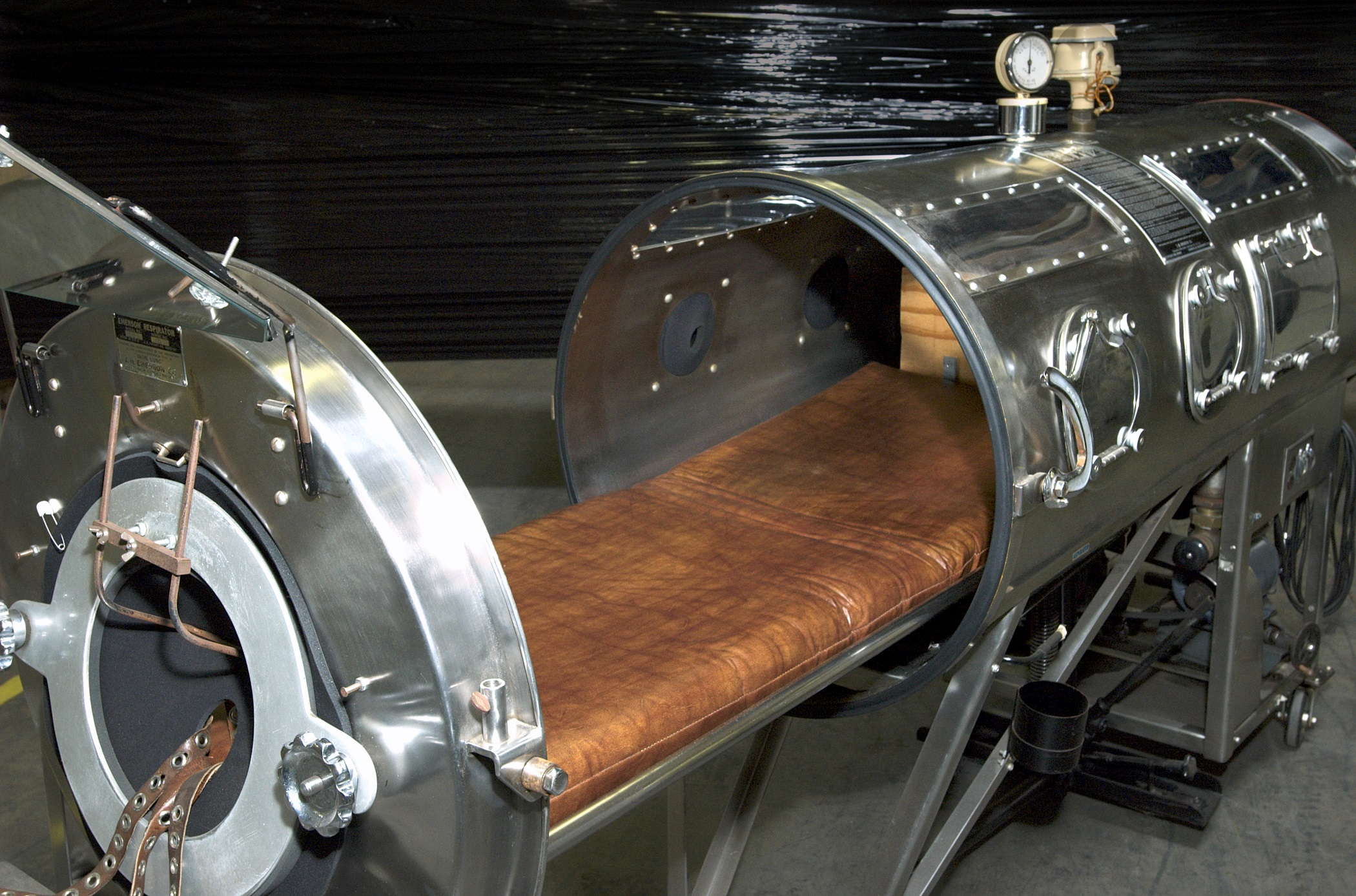
米国のポリオ患者が1950年代から2003年まで使用した鉄の肺(iron lung)。

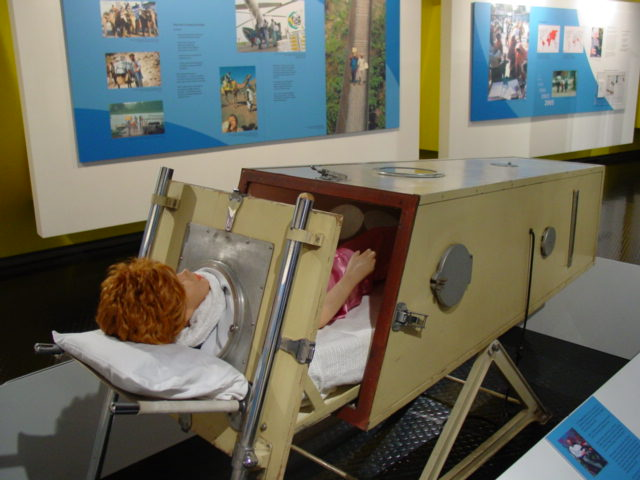
「ボス・レスピレーター」（博物館にて）

人工呼吸器の歴史は、1931年にジョン・ヘイブン・エマーソンが改良を加えた1928年の「ドリンカー人工呼吸器」の導入後、20世紀のポリオ流行時に広く使用された様々なバージョンの非侵襲的陰圧呼吸器(後に「鉄の肺」と呼ばれることになる)並びに、発明家エドワード・トーマス・ボスによる1937年の「ボス・レスピレーター」から始まる。その他の非侵襲的人工呼吸器としては、二相性キュイラス換気、ロッキングベッド、やや原始的な陽圧機器などがあり、ポリオ患者にも広く使われた。

1949年、ジョン・ヘイブン・エマーソンがハーバード大学麻酔科の協力を得て、麻酔用機械的呼吸補助器を開発した。機械式人工呼吸器は、1950年代に入ってから麻酔や集中治療でますます使われるようになった。その背景には、ポリオ患者の治療の必要性と、麻酔時に筋弛緩薬を使用する機会が増えたことがある。弛緩剤によって患者は麻痺し、外科医の手術条件は向上するが、呼吸筋も麻痺する。1953年、ビョルン・アーゲ・イプセンが、筋弛緩薬と調節呼吸を駆使した世界初の内科/外科系ICUを設立した。

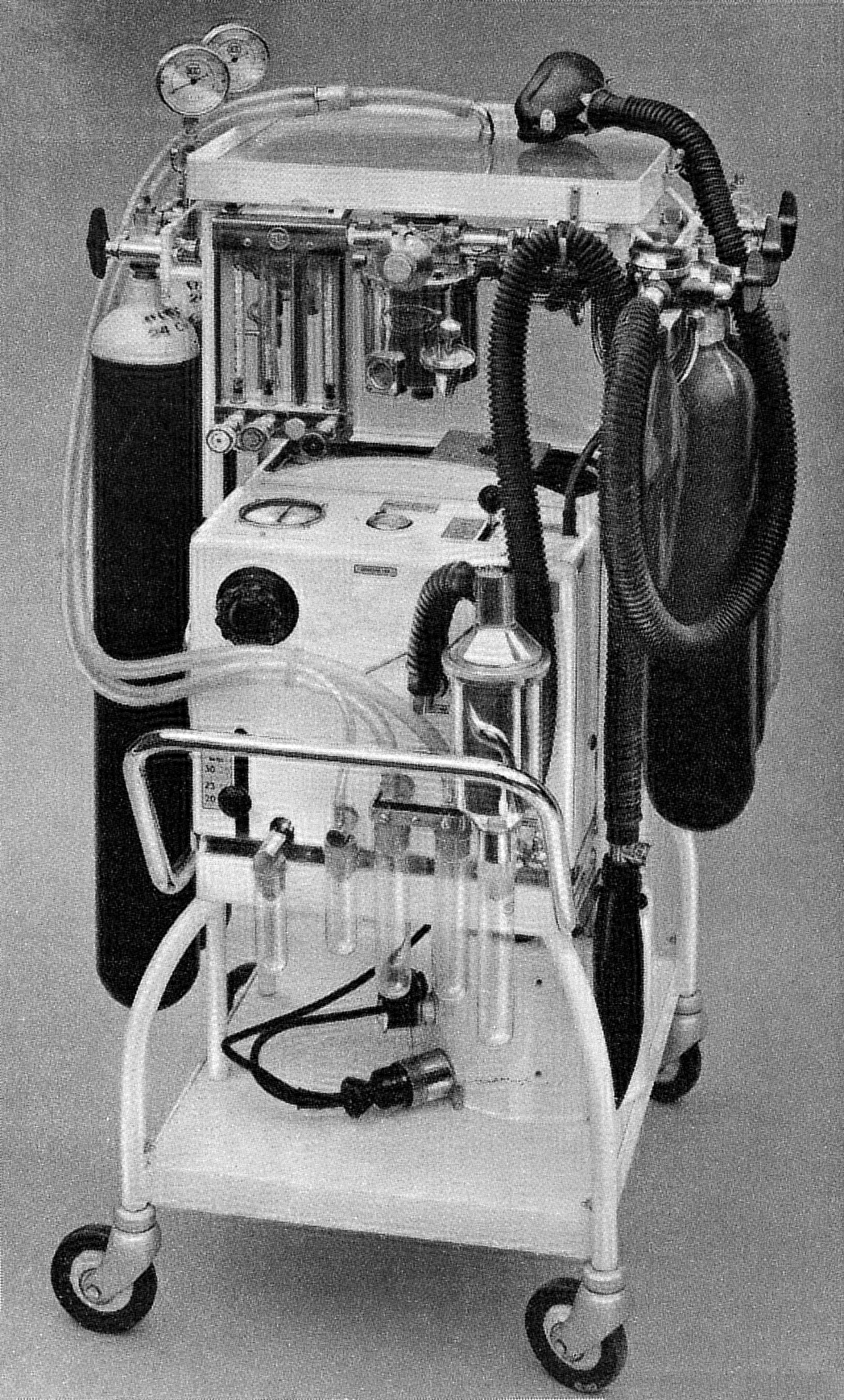
20世紀半ばのイースト・ラドクリフ社製レスピレーターモデル

イギリスでは、「イースト・ラドクリフ」や「ビーバー」が初期のモデルである。前者は速度調節のためにスターメーアーチャー社製の自転車用ハブギアを使用し、後者は肺を膨らませるためのベローズを駆動するために、自動車用ワイパーのモーターを使用した。しかし、当時の手術室では、エーテルやシクロプロパンなどの可燃性麻酔薬の存在下で電気モーターを使用すると爆発の危険性があるという問題があった。1952年、ロンドンのウェストミンスター病院のロジャー・マンレーが開発した人工呼吸器は、すべて気体駆動式で、ヨーロッパで最も普及したモデルとなった。エレガントなデザインで、電子制御のモデルが登場するまでの40年間、ヨーロッパの麻酔科医に愛用された。電力に依存せず、爆発の危険もなかった。オリジナルのマークIは、何千台も製造していたブリース社との共同開発により、マンリーマークIIとなった。その動作原理は非常に単純で、流入するガス流で重量のあるベローズユニットを持ち上げ、重力で断続的に落下させ、呼吸ガスを患者の肺に強制的に送り込むものであった。ベローズの上にある可動式の重りをスライドさせることで、膨張圧を変化させることができた。呼吸ガスの量は、ベローズの逸脱を防ぐ湾曲したスライダで調整することができた。呼気終了後の残圧も、前面パネル右下に見える小さな重りつきアームで設定可能であった。この装置は堅牢であり、この装置が利用できるようになったことで、ヨーロッパの麻酔診療の主流に陽圧換気法が導入されるようになった。
1955年、フォレスト・バード社の「バード・ユニバーサル医療用人工呼吸器」がアメリカで発売されると、人工呼吸のあり方が変わり、緑色の小さな箱は医療機器として身近なものになった。このユニットは「バード・マーク7レスピレーター」として販売され、通称「バード」と呼ばれるようになった。空圧式の装置であったため、作動に電源を必要としなかった。
1965年、ハリー・ダイヤモンド研究所（現在のアメリカ陸軍研究所の一部門）とウォルター・リード陸軍研究所との共同開発により、陸軍用救急呼吸器が開発された。空気圧の機能を制御するために、流体増幅の原理を取り入れた設計になっている。流体増幅の原理により、複雑な呼吸蘇生機能を持ちながら、駆動部のない呼吸器を実現した。駆動部をなくすことで、性能の信頼性を高め、メンテナンスを最小限に抑えることができた。マスクは、トランプの箱ほどの大きさのポリメタクリル酸メチル（市販名ルーサイト）のブロックに、機械加工されたチャンネルとセメントまたはネジで固定されたカバープレートで構成されている。可動部を減らすことで製造コストを削減し、耐久性も向上させた。
また、双安定流体増幅器の採用により、人工呼吸器は呼吸補助装置と制御装置の両方の機能を持つことができるようになった。また、患者のニーズに応じて、補助換気と強制換気を自動で切り替えることができる。また、吸気から呼気にかけての動的な圧力制御と呼吸ガスの乱流ジェットフローにより、患者の呼吸と呼吸器を同期させることができた。
1971年、ビョルン・ヨンソンが開発した最初のサーボ900人工呼吸器（Elema-Schönander）の導入により、世界中の集中治療環境が一変した。小型で静かで効果的な電子式人工呼吸器であり、有名なサーボフィードバックシステムにより、設定された内容を制御し、ガス供給量を調節することができた。この機械は初めて、従量式換気において設定通りの換気量を供給することができた。
圧力を高めた状態（高圧環境）で使用する人工呼吸器には特別な注意が必要であり、このような条件下で作動できる人工呼吸器はほとんどない。1979年、セキリスト・インダストリーズは、高気圧チャンバーで使用するために特別に設計されたモデル500A人工呼吸器を発表した。

### マイクロプロセッサー人工呼吸器
マイクロプロセッサー制御により、ドレーゲル社のEV-Aをはじめとする第3世代の集中治療室（ICU）用人工呼吸器が誕生した。EV-Aは1982年にドイツで発売され、液晶ディスプレイで患者の呼吸曲線をモニターすることができるようになった。その1年後、ピューリタン・ベネット社のモデル7200が登場し、ベアー1000、サーボ300とハミルトン・ベオラーがその後10年以上にわたって使用されている。マイクロプロセッサーによって、カスタマイズされた呼吸ガス供給とモニタリングが可能となり、前世代の機械式人工呼吸器よりもはるかに患者のニーズに対応したガス供給の仕組みが実現した。
1991年、発売されたサーボ300人工呼吸器シリーズは成人から新生児までのすべてのカテゴリーの患者を1台の人工呼吸器で治療できた。SERVO 300シリーズは、呼吸ガスの流量によるトリガーが迅速に反応する独自のガス供給システムを備えていた。
1999年、新しいLTV（ラップトップ型人工呼吸器、Laptop Ventilator）シリーズは、当時の他の人工呼吸器よりも大幅に小型化され、重量は約6.4kg（14ポンド）、ノートパソコンと同程度の大きさになった。このデザインは、病院内の人工呼吸器と同じ機能を保ちながら、患者の移動が可能なものであった。
2001年のサーボ-iでは、モジュラーコンセプトが導入され、ユーザーのニーズに合わせてさまざまなモデルやブランドを揃えるのではなく、ICU部門全体で1つの人工呼吸器モデルを使用するようになった。モジュール式人工呼吸器により、ICU部門は特定の患者カテゴリーに必要なモードやオプション、ソフトウェア、ハードウェアを選択できるようになった。
21世紀には、SAVe IIのような小型の携帯用人工呼吸器が前線戦闘用に製造されるようになった。

## オープンソース人工呼吸器
オープンソース人工呼吸器は、自由にライセンスされた設計と、(理想的状況ならば)無料で入手可能な部品やコンポーネントを使用して作られた災害用人工呼吸器である。デザイン、コンパートメント、部品は、完全にリバースエンジニアリングされたものから、全く新しい作品まである。コンポーネントはありあわせの様々な安価な既存製品でもよく、特別入手困難な、および/または高価な部品は、調達する代わりに3Dプリントすることができる。
2019～2020年のCOVID-19パンデミックの際には、さまざまな種類の人工呼吸器が検討されていた。COVID-19による死亡は、最も重度の感染者が急性呼吸窮迫症候群（肺に広く炎症が起こり、酸素を吸収して二酸化炭素を排出する肺の能力が損なわれる）に罹患したときに発生している。このような患者は、呼吸を続けるために高機能な人工呼吸器を必要とする。
COVID-19との戦いに持ち込まれる可能性のある人工呼吸器の中には、多くの懸念事項があった。現在、入手可能かどうか、より多くの、より低価格の人工呼吸器を作るという課題、効果、機能デザイン、安全性、携帯性、幼児への適合性、他の病気の治療への割り当て、操作者の訓練などである。最適な組み合わせの人工呼吸器を配備することで、最も多くの命を救うことができる。
正式なオープンソースではないが、Ventec V+ Pro人工呼吸器は、2020年4月にベンテックライフシステムズ社とゼネラルモーターズと共同で開発され、COVID-19患者を治療できる人工呼吸器3万台が迅速に供給されることになった。
2019-2020年のコロナウイルスパンデミック時に、ハッキングサイトのHackadayプロジェクトをきっかけに、世界的な大規模な設計作業が始まった。COVID-19パンデミックに関連した物資欠乏により人工呼吸器の不足により、重症患者の死亡率上昇が予想されたことに対応するためである。
2020年3月20日、アイルランド保健局が設計の検討を開始した。コロンビアでは、試作機の設計とテストが行われている。
ポーランドのUrbicum社は、3Dプリントされたオープンソースの試作機「VentilAid」のテストに成功したと報告している。メーカー側は、専門的な機材がない場合の最後の手段としての装置と説明している。設計図は公開されている。最初のVentilaid試作機は、動作するために圧縮空気を必要とする。
2020年3月21日、ニューイングランド複雑系研究所（NECSI）は、取り組んでいるオープンソースデザインの戦略的一覧の管理を開始した。NECSIのプロジェクトでは、製造能力、医療安全、さまざまな状態の患者を治療する必要性、法的・政治的問題への対処速度、物流や供給などを考慮している。NECSIには、ハーバード大学やMITの科学者をはじめ、パンデミック、医療、システム、リスク、データ収集の専門家達が参加している。
ミネソタ大学バッケン医療機器センターは、単腕ロボットとして機能し、緊急時に用手換気の必要性を代替する人工呼吸器を市場に投入するため、さまざまな企業との共同開発を開始した。その"Coventor"デバイスは超短期間で開発され、構想からわずか30日後の2020年4月15日にアメリカ食品医薬品局から承認された。この機械式人工呼吸器は、集中治療室で訓練を受けた医療従事者が使用することを想定して設計されており、操作も簡単である。コンパクトなデザインで、製造や流通も比較的安価である。コストは通常の人工呼吸器の4％程度に過ぎない。また、この装置では、通常のように加圧された酸素や空気の供給を必要としない。最初のシリーズはボストン・サイエンティフィック社が製造している。なお、本計画は、ロイヤリティーなしで、一般にオンラインで自由に利用できるようにされる予定である。

## COVID-19 パンデミック
COVID-19の流行により、手指消毒剤からマスク、ベッド、人工呼吸器まで、必需品が不足している。- 世界中の国々で人工呼吸器の不足が発生している。さらに、コロナウイルスの大流行を受けて、欧州やアジアを含む54カ国が医療物資の輸出制限を行った。
人工呼吸器（侵襲的、非侵襲的）の生産・流通能力については、国によって異なる。パンデミックの初期段階において、中国は人工呼吸器の生産を増強し、民間企業から多額の寄付を獲得し、世界中の医療機器の輸入を劇的に増加させた。その結果、武漢でのパンデミック期間中、人工呼吸器の備蓄が増強された。中国より生産能力の高い西ヨーロッパやアメリカは、北米やヨーロッパ大陸で突発的に発生したパンデミックにより、物資不足に陥った。結局、人工呼吸器のほとんどを輸入に頼っている中央アジア、アフリカ、中南米が深刻な物資不足に陥った。
医療政策立案者は、パンデミック時に必要とされ、使用される人工呼吸器の数を見積もるという重大な課題に直面している。人工呼吸器に限定したデータはしばしば得ることが困難で、人工呼吸器を含むことが多い集中治療室のベッド数に基づいて推定することがある。

### アメリカ
2006年、ジョージ・W・ブッシュ大統領は、アメリカ合衆国保健福祉省にアメリカ生物医学先端研究開発局（BARDA）を設置する「パンデミックおよびあらゆる危険への備えに関する法律」に署名した。呼吸器系疾患の流行に備え、新設されたBARDAは、カリフォルニア州の小さな会社ニューポート・メディカル・インスツルメンツ社と600万ドルの契約を結び、4万台の人工呼吸器を1台3,000ドル未満で製造させた。2011年、ニューポートは3台の試作機をアメリカ疾病予防管理センターに送った。2012年、より高価な競合機種の人工呼吸器を製造していた年商120億ドルの医療機器メーカーコヴィディエン社が、ニューポートを1億ドルで買収した。コヴィディエン社はBARDAとの契約を延期し、2014年には契約を解除してしまった。
BARDAは他の医療機器メーカーフィリップスで再出発し、2019年7月、米国食品医薬品局はフィリップスの人工呼吸器を承認し、政府は2020年半ばに納品する人工呼吸器を1万台発注した。
2020年4月23日、NASAは僅か37日間でVITAL（「Ventilator Intervention Technology Accessible Locally」）と名付けられたCOVID-19用の人工呼吸器の製作に成功したと報告した。4月30日、NASAは、この新しい人工呼吸器について、米国食品医薬品局から緊急使用のための迅速承認を得たことを報告した。5月29日、NASAは、新型人工呼吸器を製造する8つのメーカーが決定したことを報告した。

### カナダ
2020年4月7日、ジャスティン・トルドー首相は、カナダ連邦政府が数千台の「カナダ製」の人工呼吸器を調達することを発表した。全国から多くの組織が応じた。彼らは大量の人工呼吸器を国家緊急戦略備蓄に届けたのである。西から東の順に、Canadian Emergency Ventilators Inc、Bayliss Medical Inc、Thornhill Medical、Vexos Inc、CAE Inc.が含まれる。

### イギリス
2020年、英国に本拠を置く7つのF1チーム、メルセデス、レッドブル、レーシングポイント、ハース、マクラーレン、ルノー、ウィリアムズとその技術部門が、コロナウイルス対策と英国政府への支援を表明し、同3月18日には共同作業を開始し、僅か100時間で最初の呼吸補助装置試作に至った。このプロジェクトは「プロジェクト・ピットレーン」と名付けられ、その後、100台の試作機が完成している。

## 主なメーカー
| メーカー                              | 世界シェア（救急／集中治療)パーセント（2019年現在) | 世界シェア(モバイル機器) パーセント（2019年現在) | 国               | 製品、URL                                                                                  |
| ------------------------------------- | -------------------------------------------------- | ------------------------------------------------ | ---------------- | ------------------------------------------------------------------------------------------ |
| エア・リキード                        |                                                    | 3                                                | フランス         | https://www.airliquide.com/                                                                |
| APEX                                  |                                                    |                                                  | 台湾             | https://www.apexmedicalcorp.com                                                            |
| DeVilbiss                             |                                                    |                                                  | 米国             | http://www.devilbisshealthcare.com/                                                        |
| Drägerwerk                            | 16                                                 | 24                                               | ドイツ           | Evita XL、Evita 4、Evita 2dura、Savina、Babylog8000plus、Oxylog3000 、Oxylog2000Oxylog1000 |
| Dyson                                 |                                                    |                                                  | イギリス         | www.dyson.de                                                                               |
| eVent Medical                         |                                                    |                                                  | 米国             | https://event-medical.com/                                                                 |
| Fisher & Paykel Healthcare            |                                                    |                                                  | ニュージーランド | https://www.fphcare.com                                                                    |
| GE Healthcare                         | 2                                                  |                                                  | 米国             | https://www.gehealthcare.com/                                                              |
| ゲティンゲ                            | 22                                                 |                                                  | スウェーデン     | https://www.getinge.com/                                                                   |
| Hamilton Bonaduz                      | 22                                                 | 18                                               | スイス／米国     | https://www.hamiltoncompany.com/                                                           |
| Löwenstein Medical Innovation         | 3                                                  |                                                  | ドイツ           | https://loewensteinmedical.com/                                                            |
| Maquet                                |                                                    |                                                  | ドイツ           | （ゲティンゲのブランド)                                                                    |
| Medtronic                             | 5                                                  | 4                                                | アイルランド     | https://www.medtronic.com                                                                  |
| MEK-ICS                               |                                                    |                                                  | 韓国             | http://mek-ics.com                                                                         |
| Mindray                               | 10                                                 |                                                  | 中国             | https://www.mindray.com                                                                    |
| O Two                                 |                                                    | 4                                                | カナダ           | https://otwo.com/                                                                          |
| Philips                               | 2                                                  |                                                  | オランダ         | https://www.philips.nl                                                                     |
| ResMed                                |                                                    |                                                  | 米国             | https://www.resmed.com                                                                     |
| Smiths Medical                        |                                                    | 4                                                | 米国             | https://www.smiths-medical.com/                                                            |
| SLE                                   |                                                    |                                                  | イギリス         | https://www.sle.co.uk/                                                                     |
| 帝人                                  |                                                    |                                                  | 日本             | https://www.teijin.co.jpオートセットCS-A                                                   |
| Vyaire Medical                        | 3                                                  | 5                                                | 米国             | https://www.vyaire.com/                                                                    |
| Weinmann Emergency Medical Technology |                                                    | 21                                               | ドイツ           | https://www.weinmann-emergency.com/de/                                                     |
| Zoll (旭化成)                         |                                                    | 4                                                | 日本             | https://www.ak-zoll.com/                                                                   |
| メトラン                              |                                                    |                                                  | 日本             | http://www.metran.co.jp/                                                                   |
| アコマ                                |                                                    |                                                  |                  | ART-21EX、ARF-900EII                                                                       |
| チェスト BREAS                        |                                                    |                                                  |                  | - Vivo30、Vivo40                                                                           |

## 主な商品
人工呼吸器は実に様々な物が売られており、年を追うにつれて新たな付加機能を備えたものが発売されている。
- ネルコア・ピューリタン・ベネット
  - ベネット7200 - 基本的な換気モードを一通り具えている。
  - ベネット7200ae
  - ベネット740/760 - 構造上Air配管不要で使用可能
  - ベネット840 - グラフィックモニター装備。Bilevelという独自のモードを持つ。新生児～対応可能
  - アダルトスター
  - アダルトスター2000
  - インファントスター
  - iVent201
- ニューポートメディカル 小児での実績と使いやすさを特徴とする
  - E100
  - E150
  - E200
  - e500
  - e360
  - HT50
- ベアーメディカルシステムズ（総輸入元：IMI）
  - ベアー1000
  - ベアーカブBP2001
  - ベアーカブ750vs
  - ベアーカブ750psv
- バードプロダクツ（総輸入元：IMI）
  - バード8400STi
  - V.I.P.バードフローシンク
  - T-Bird
  - VELA
  - AVEA
  - ベアー1000
- パルモネティックシステムズ
  - LTV1200
  - LTV1150
- レスピロニクス
  - BiPAP ビジョン
  - BiPAP シンクロニー
  - BiPAP ハーモニー
  - BiPAP フォーカス
  - エスプリ
  - トリロジー100
  - トリロジー200
  - トリロジーO2